# Pierre Blais (homme politique canadien)
Pour les articles homonymes, voir Pierre Blais et Blais.
Pierre Blais (né le 30 décembre 1948) est un avocat et homme politique fédéral du Québec.
Né à Berthier-sur-Mer dans la région de Chaudière-Appalaches, Pierre Blais entra à la Chambre des communes en devenant député du Parti progressiste-conservateur dans la circonscription de Bellechasse en 1984. Réélu en 1988, il est défait en 1993.
Durant sa carrière parlementaire, il est secrétaire parlementaire du ministre de l'Agriculture de 1984 à 1986, du vice-premier ministre de 1986 à 1987 et du président du Conseil privé de 1986 à 1987. Il fut également ministre d'État affecté à l'Agriculture de 1987 à 1993, ainsi que Solliciteur général du Canada de 1989 à 1990, ministre des Consommateurs et des Sociétés de 1990 à 1993, ministre de la Justice et procureur général du Canada en 1993 et président du Conseil privé en 1993.